# Stuart Greer
Stuart Greer (* 2. Dezember 1959) ist ein US-amerikanischer Schauspieler.

## Leben
Greer studierte zunächst an der University of Arkansas in Little Rock und machte 1989 den Masterabschluss am Circle in the Square in New York City. Ab Mitte der 1990er Jahre erhielt er kleinere Film- und Fernsehrollen, sein Leinwanddebüt hatte er 1995 neben James Brolin im Actionfilm The Expert. Eine erste größere Filmrolle erhielt er 1997, wo er im Horrorfilm Ich weiß, was du letzten Sommer getan hast den Streifenpolizisten David Caporizo darstellte. In der John-Grisham-Verfilmung war er 2003 als Zeuge Michael Kincaid zu sehen, im selben Jahr zog er von Kalifornien zurück nach Arkansas. Neben Jason Statham war er in 2011 in The Mechanic und 2013 in Homefront zu sehen. Dem Fernsehpublikum ist er am ehesten durch wiederkehrende Rollen in verschiedenen Serien bekannt, unter anderem als Lid Comphrey in  Rectify, Officer Yates in Turn: Washington’s Spies und Roman in The Walking Dead.
Greer ist geschieden und hat eine Tochter.

## Filmografie (Auswahl)

### Film
- 1997: Ich weiß, was du letzten Sommer getan hast (I Know What You Did Last Summer)
- 1997: Apostel! (The Apostle)
- 1998: Black Dog
- 1998: The Gingerbread Man
- 2000: The Gift – Die dunkle Gabe (The Gift)
- 2000: Gegen jede Regel (Remember the Titans)
- 2003: Das Urteil – Jeder ist käuflich (Runaway Jury)
- 2006: Spiel auf Sieg (Glory Road)
- 2007: The Reaping – Die Boten der Apokalypse (The Reaping)
- 2011: The Mechanic
- 2012: Mud
- 2013: Homefront
- 2015: American Ultra

### Fernsehen
- 2006: Prison Break
- 2014–2015: Rectify
- 2015: Turn: Washington’s Spies
- 2016: The Walking Dead (2 Episoden)